# Embrace, extend, and extinguish
"Embrace, extend, and extinguish" (EEE), hay còn gọi là "embrace, extend, and exterminate", là cụm từ mà Bộ Tư pháp Hoa Kỳ phát hiện rằng đã được Microsoft sử dụng trong nội bộ để diễn tả một kiểu chiến lược thị trường của họ là: đưa các loại sản phẩm có hỗ trợ các tiêu chuẩn được sử dụng rộng rãi vào thị trường, mở rộng các tiêu chuẩn đó bằng các chức năng tư hữu khác biệt, và rồi dùng những sự khác biệt đó nhằm để đẩy đối thủ cạnh tranh vào thế bất lợi. Cụm từ đấy có nghĩa là "Ôm lấy, mở rộng, và tiêu diệt".